# 29869 Chiarabarbara
29869 Chiarabarbara (1999 GC1) là một tiểu hành tinh vành đai chính được phát hiện ngày 4 tháng 4 năm 1999 bởi A. Boattini và Germano D'Abramo ở San Marcello Pistoiese.